# Liste des députés européens de Malte de la 9e législature

Cet article présente la liste des députés européens de Malte élus lors des élections européennes de 2019 à Malte.

## Députés européens élus en 2019
| Nom               | Parti | Parti              | Groupe parlementaire européen |
| ----------------- | ----- | ------------------ | ----------------------------- |
| Alex Agius Saliba |       | Parti travailliste | S&D                           |
| David Casa        |       | Parti nationaliste | PPE                           |
| Josianne Cutajar  |       | Parti travailliste | S&D                           |
| Miriam Dalli      |       | Parti travailliste | S&D                           |
| Roberta Metsola   |       | Parti nationaliste | PPE                           |
| Alfred Sant       |       | Parti travailliste | S&D                           |

## Entrants et sortants
| Entrant       | Parti              | Groupe | En remplacement de | Date            | Motif                  |
| ------------- | ------------------ | ------ | ------------------ | --------------- | ---------------------- |
| Cyrus Engerer | Parti travailliste | S&D    | Miriam Dalli       | 5 novembre 2020 | Élue députée nationale |

## Changement d'affiliation
| Membre | Parti  | Parti   | Groupe | Groupe  | Date |
| Membre | Ancien | Nouveau | Ancien | Nouveau | Date |
| ------ | ------ | ------- | ------ | ------- | ---- |